# وولف ۱۰۶۱ سی
وولف ۱۰۶۱ سی (به انگلیسی:Wolf 1061c) یک سیاره فراخورشیدی در مدار ستارهٔ کوتولهٔ سرخ ولف ۱۰۶۱ این ستاره در صورت فلکی مارافسای قرار دارد. این سیاره در فاصله حدود ۱۴,۱ سال نوری  از زمین قرار دارد.وولف ۱۰۶۱ سی، یک سیارهٔ زمین‌سان است که در حال چرخش بدور ستاره‌اش در کمربند حیات می‌باشد.